# Nylödöse konvent

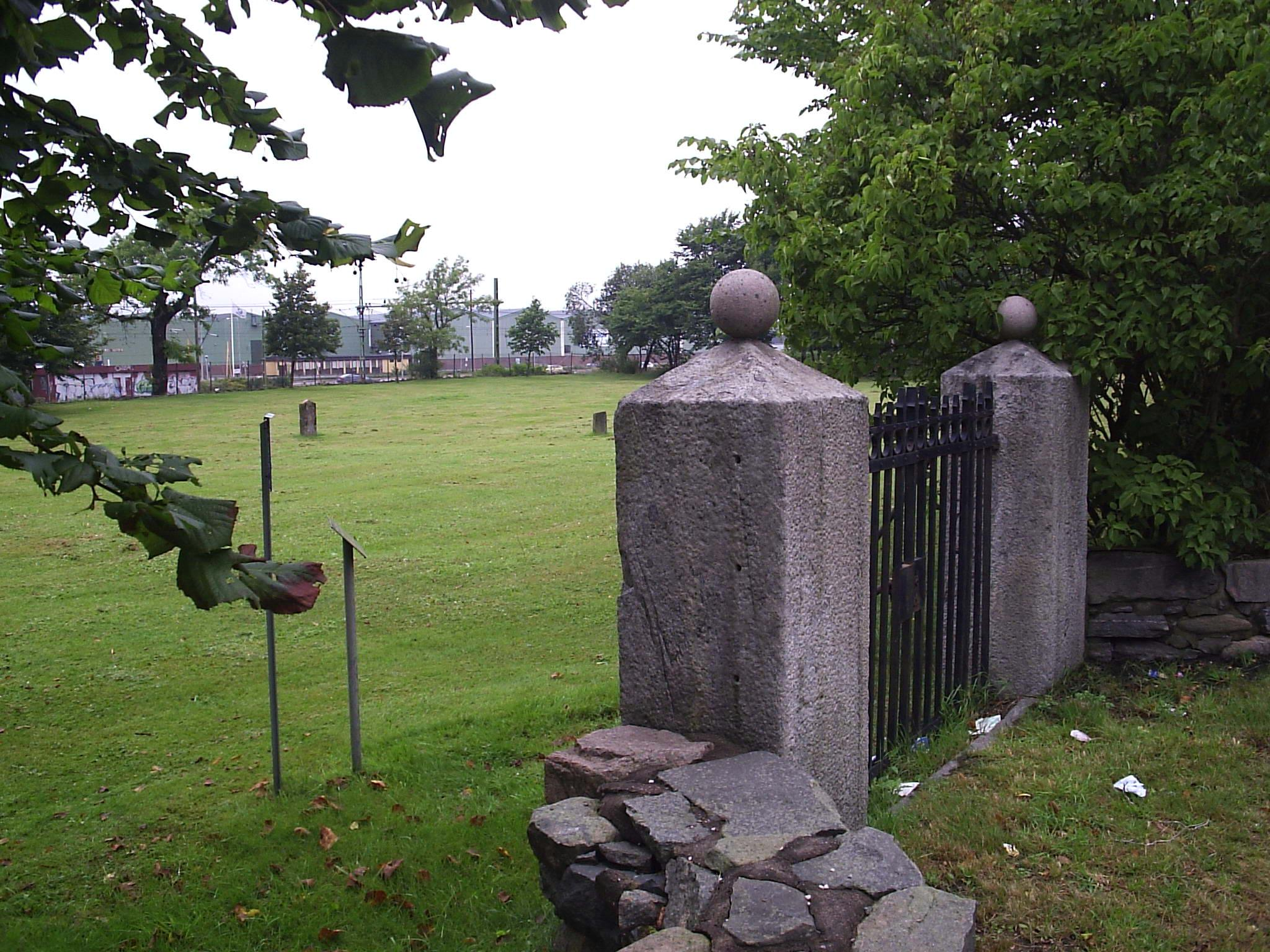
Hospitalsruinen invid Gamlestaden.

Lödöse konvent var ett franciskankonvent i Nya Lödöse, idag stadsdelen Gamlestaden i Göteborg.

## Historik
Efter år 1473 tillkommer ett franciskankonvent i Nya Lödöse. Under denna tid får denna ordensrörelse – OFM (Ordo fratrum minorum) –  ett nytt uppsving efter en längre period av inre förfall. Franciskanorden försöker reformera sig och konventet i Viborg är en av de första i raden av nybyggen i Sverige. Det omnämns för första gången år 1403, därefter tillkommer bland annat konvent i Krokek (kallas 1440 Vårfruklostret), Raumo konvent (Raumo) (omnämnt 1449), Kökars konvent (Kökar) (omnämnt 1472), Växjö konvent (1400-tal) och slutligen Lödöse konvent (efter 1473). Franciskanerna får nu också en egen nordisk ordenshögskola i Lund någon gång mellan 1425-1438.
Informationen om franciskankonventet i Nya Lödöse är knapp. Dess kända historia börjar vid dess nedläggning på 1520-talet. Första gången är den 20 februari 1526, när konungens nämnd håller ett möte i Nylödöses konventstuga. Gustav Vasa bevistar konventsalen för att ha en överläggning med traktens folk, bland annat deltar Nya Lödöses borgmästare Hans Wisse och rådmännen Anders Andersson och Anders Gisslasson, samt andra borgare i staden och bönder från de kringlydande byarna. Man diskuterar om befästandet av staden, med vallar och vallgravar. Vilket senare fullföljs, men Nya Lödöse förblir sårbar för fientliga angrepp.
Nästa möte i gråbrödrakonventet i Nya Lödöse hölls år 1528, åter igen i konventsalen. Det var en överläggning med den danske konungens sändebud, vilka åtföljdes av inte mindre än 200 personer. Men den danske konungen själv som var inbjuden ställde inte upp. I den svenska kungens råd, där Gustav Vasa själv var närvarande, ingick bland annat Ture Jönsson Tre Rosor och Lars Siggesson Sparre. Samma år förvisades franciskanbröderna till andra konvent, ”ty kloster finns många, men få bröder” tyckte Gustav Vasa och överlät dess byggnader till ett hospital som förflyttades från Gamla Lödöse till Nya Lödöse. Och förmodligen var det konventets kapell, det ”helge cors capell”, som samtidigt blev beordrat att rivas. 
Hospitalet, med rötter i Gamla Lödöse alltsedan 1300-talet, kom att verka i Nya Lödöse (eller Gamlestaden i Göteborg som orten senare kom att heta) från år 1528 fram till år 1872, då verksamheten flyttades över till Hisingen och blev Sankt Jörgens (mental)sjukhus. Hospitalsbyggnaderna i Nya Lödöse eldhärjades många gånger, bland annat av danskarna 1645. Den sista byggnaden revs 1963 och var från sekelskiftet 1800. Flera kyrkor har funnits på platsen och den sista revs så sent som 1911. Grävningsundersökningar företogs 1965 på det forna konvents- och hospitalsområdet i Gamlestaden, utan att några spår efter en äldre klosteranläggning kunde påträffas. Endast sentida spår av hospitalet har hittats, så ännu i dags datum vet man inte hur franciskankonventet kan ha sett ut. Idag återstår endast en mindre kyrkogård med enstaka gravar.

Hospitalskyrkogården
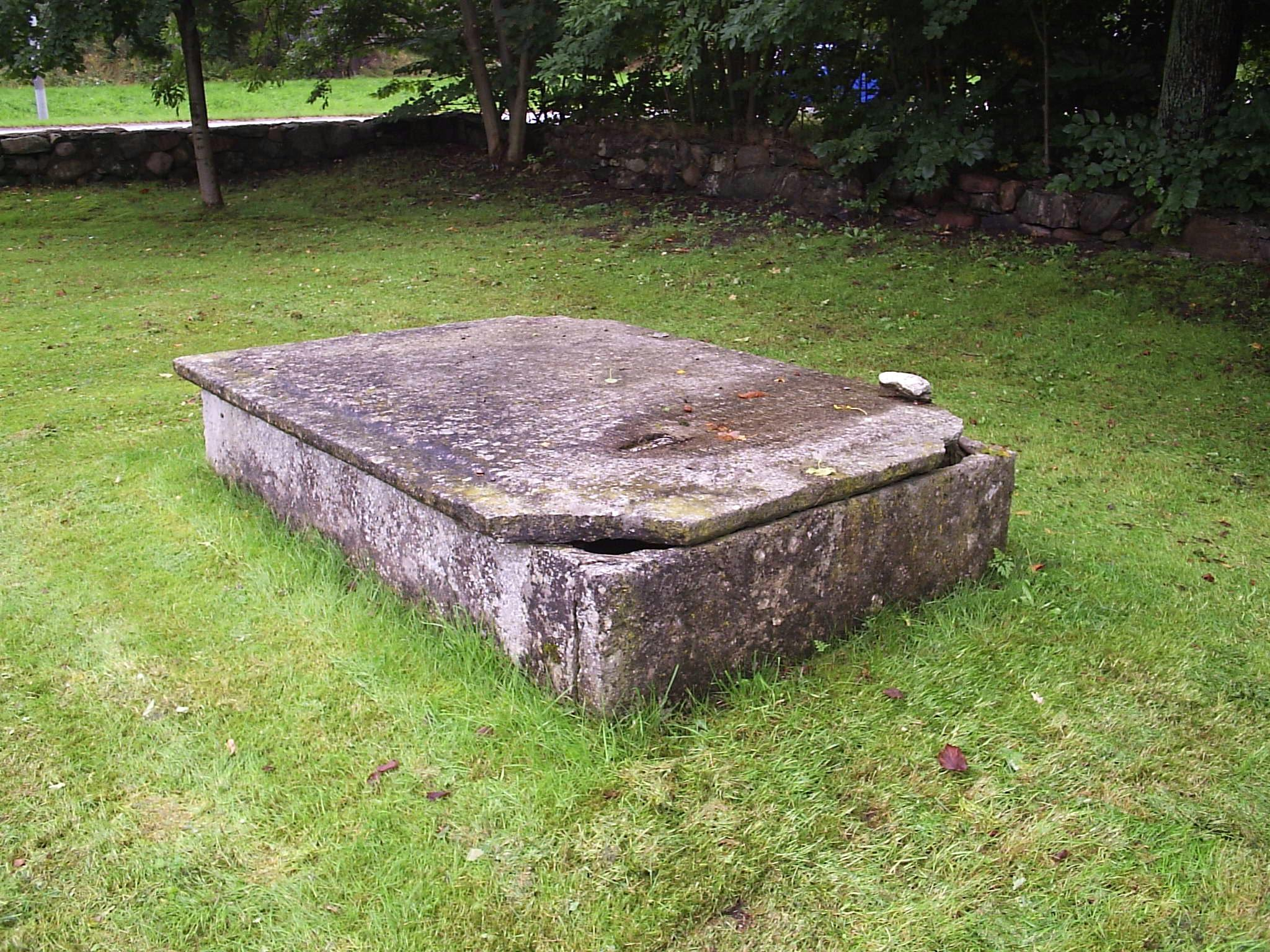
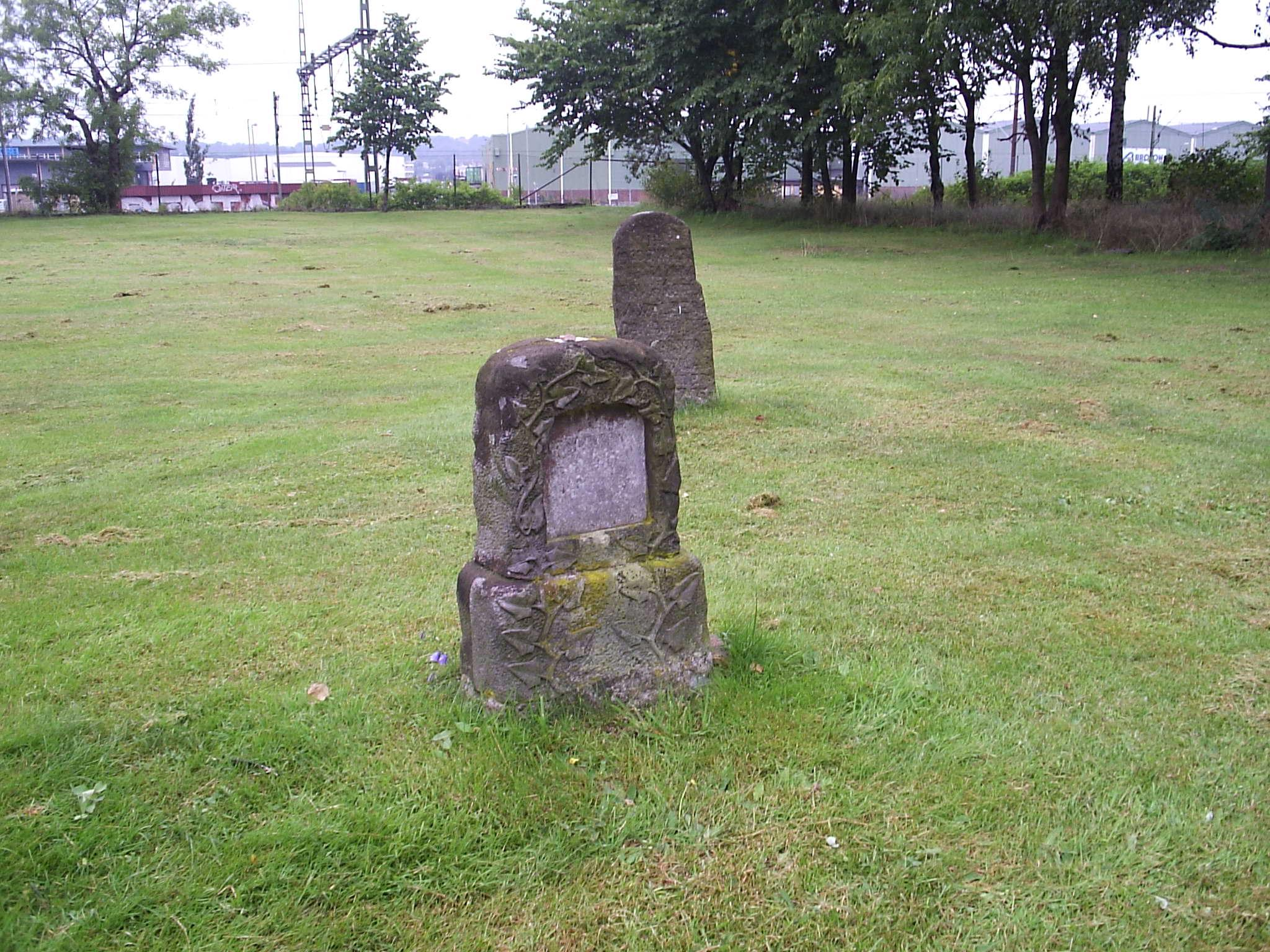
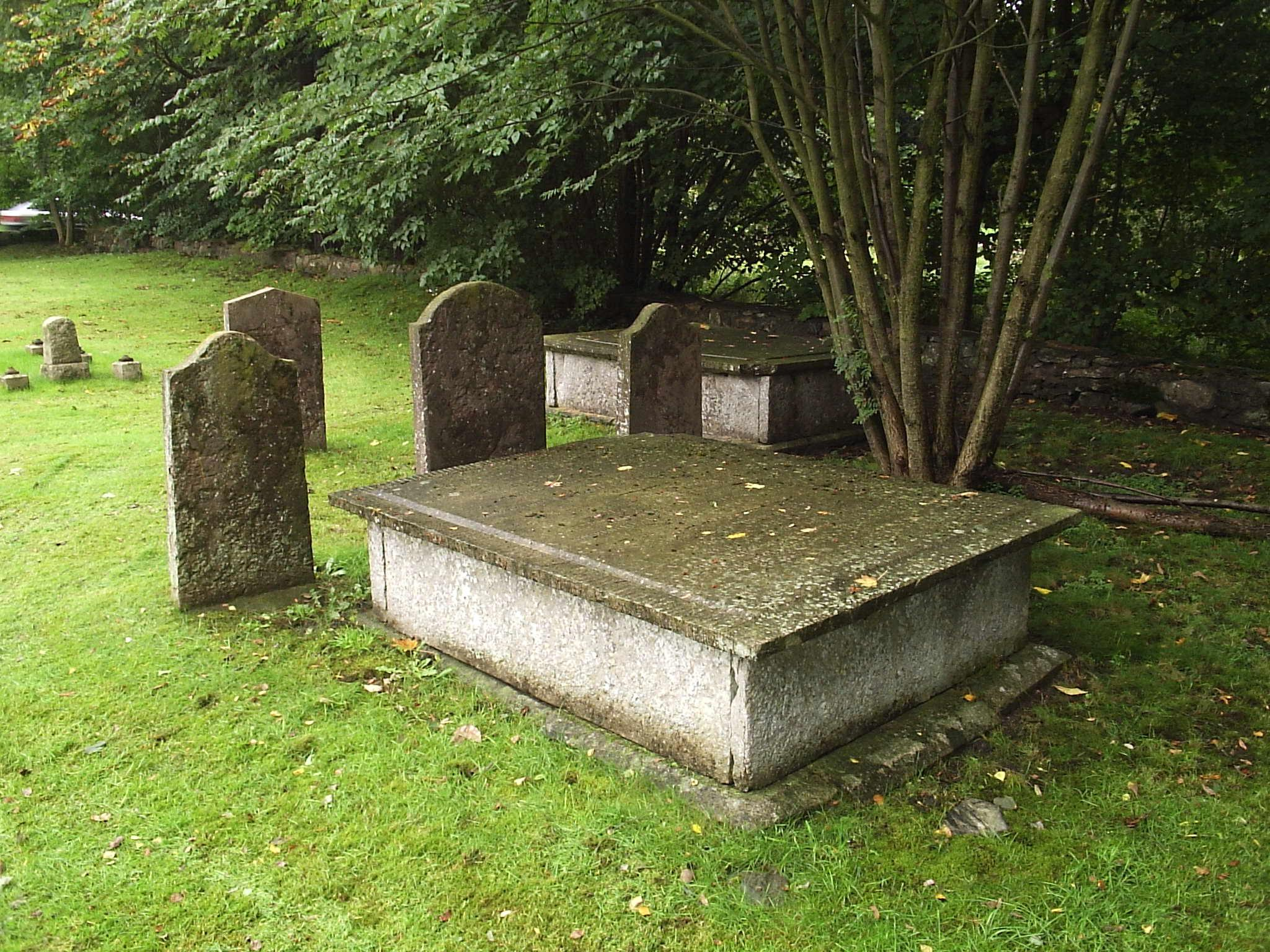
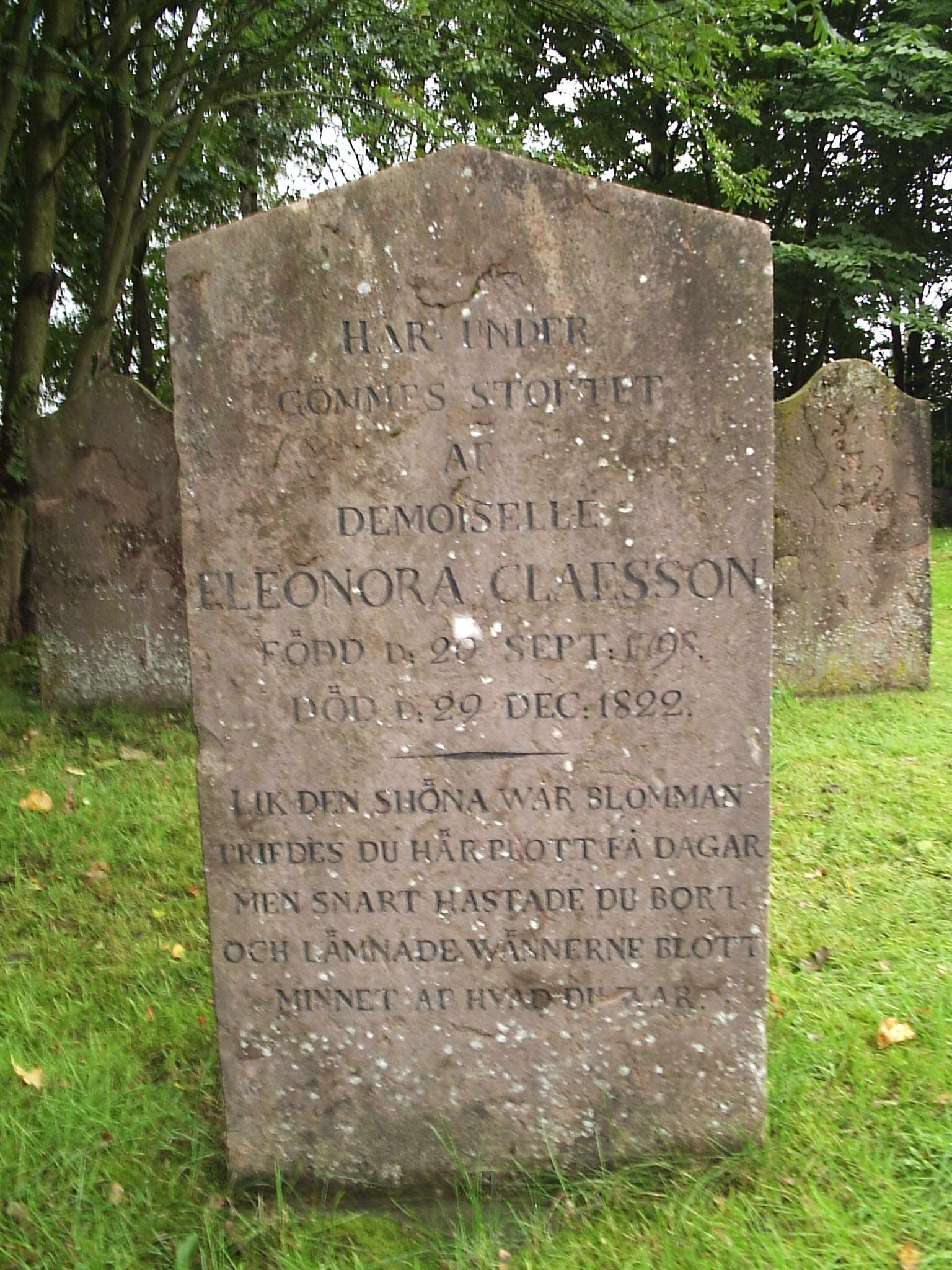
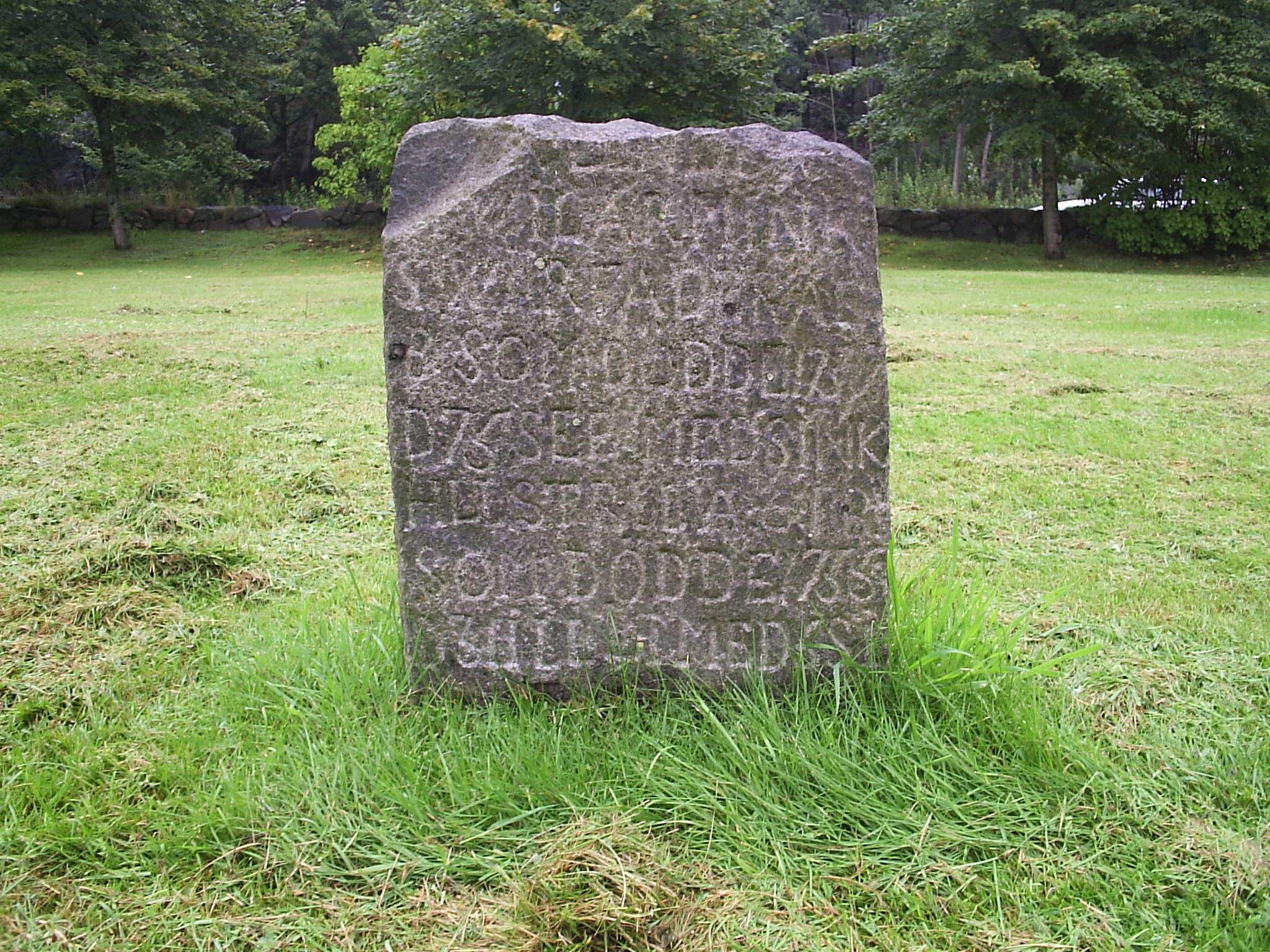
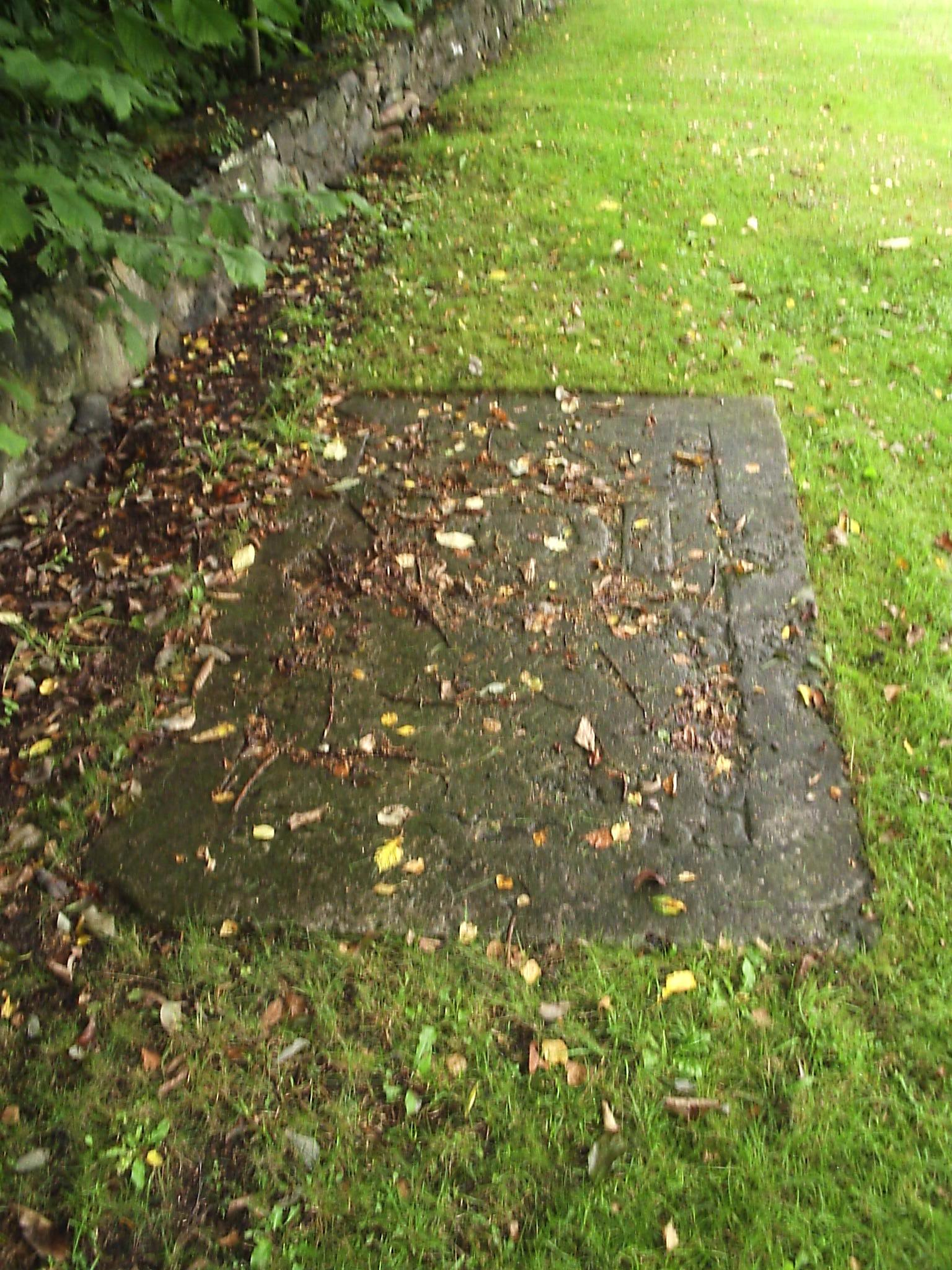
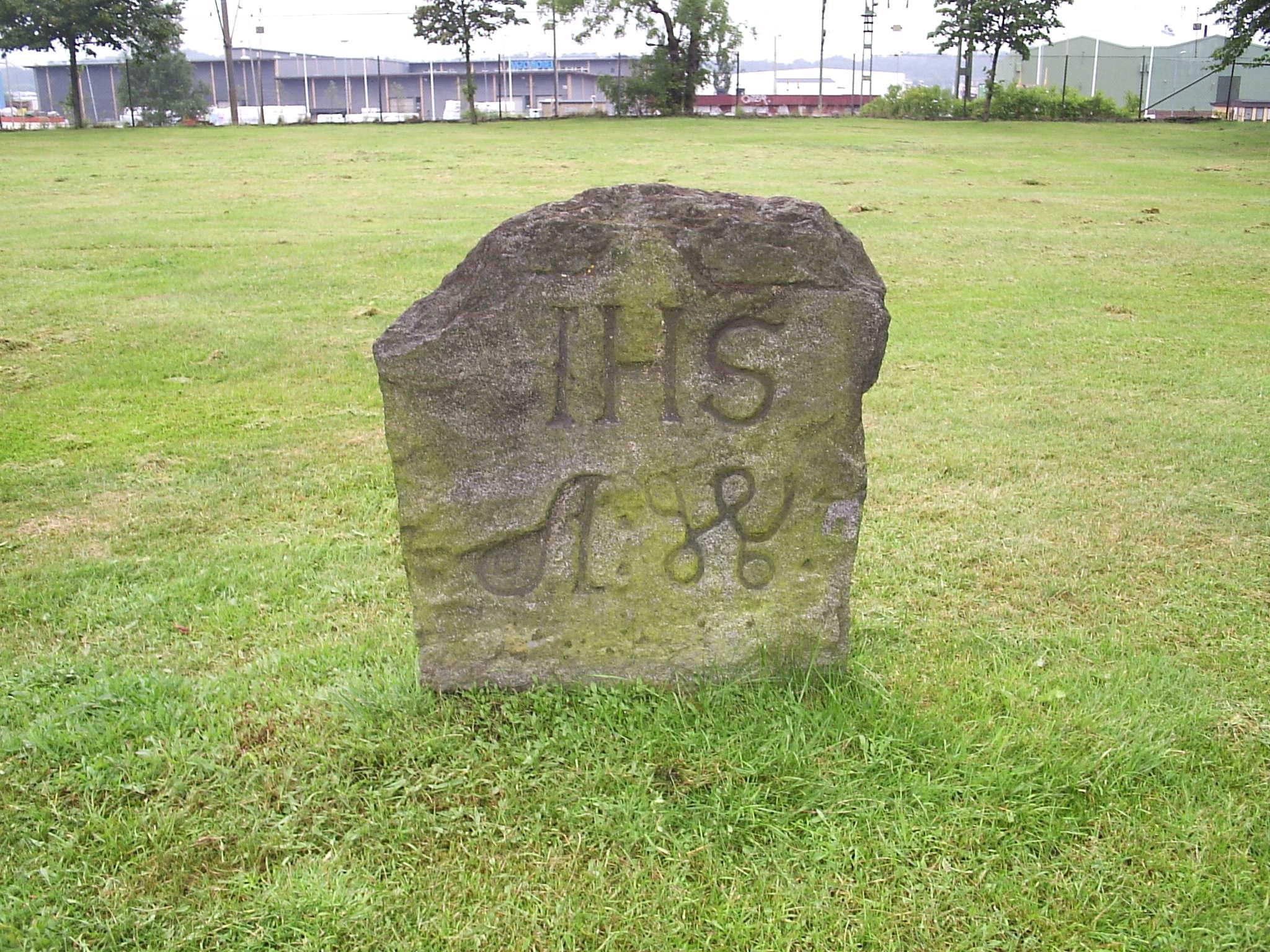
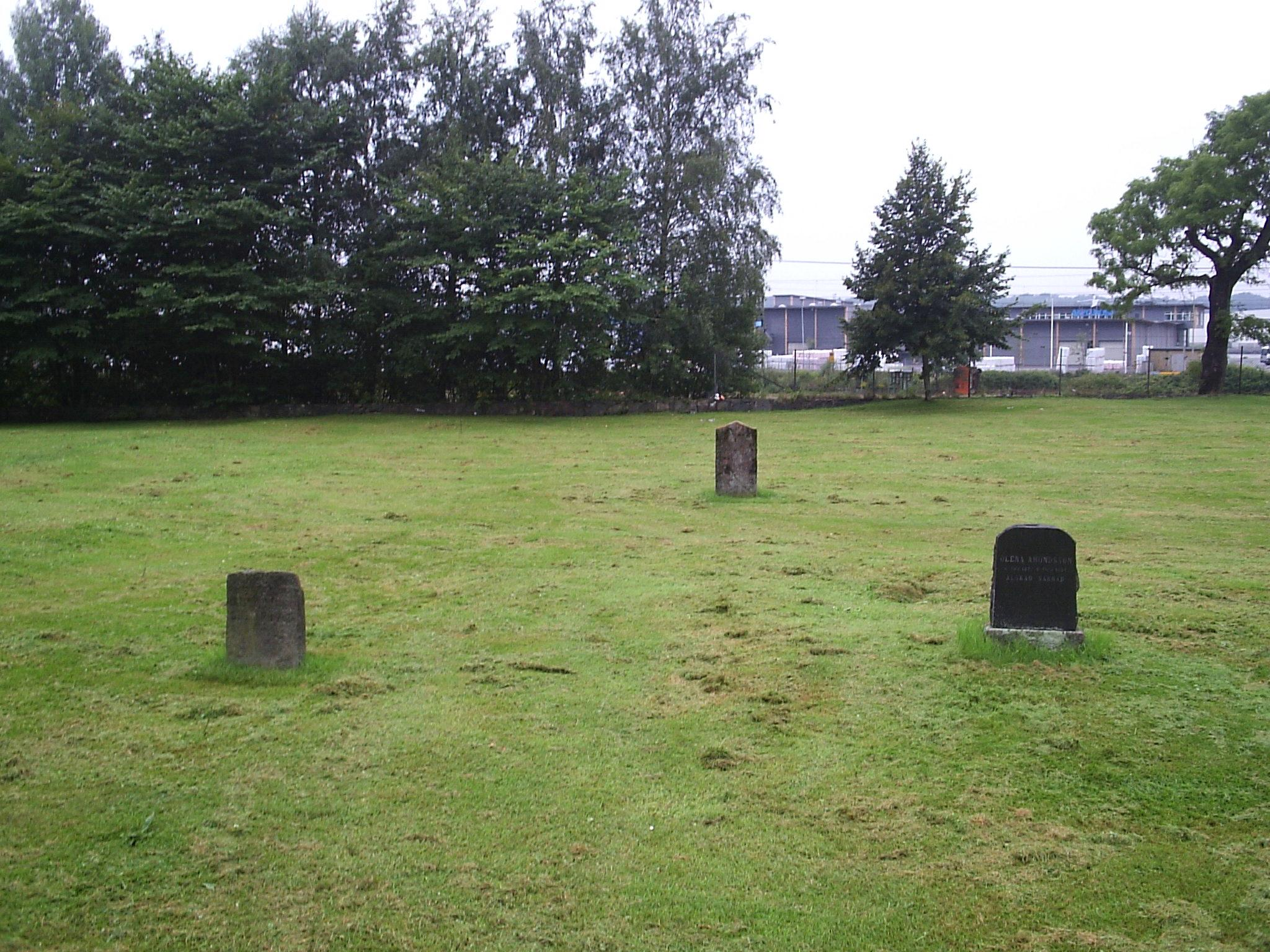